# ムハンマド1世 (ナスル朝)
アブー・アブドゥッラー・ムハンマド・イブン・ユースフ・イブン・ナスル（英語: Abu Abdullah Muhammad ibn Yusuf ibn Nasr 1195年頃 – 1273年1月22日）、アブー・アブドゥッラー・ムハンマド1世（アラビア語: أبو عبد الله محمد الأول）、通称イブン・アフマル（アラビア語: ابن الأحمر, イブン・アル＝アフマル）、ガーリブ・ビッラー（アラビア語: الغالب بالله ,「神の恩寵による勝利者」の意） は、グラナダ王国の建国者で、その支配王朝であるナスル朝の創始者。グラナダ王国は、後にイベリア半島に残る最後のイスラーム教国となる。

## 概要
711年にウマイヤ朝が西ゴート王国を滅ぼして以降、イベリア半島の大部分はイスラーム教徒の諸王朝に支配され、その地域はアンダルスと呼ばれた。しかし次第に半島北部からキリスト教諸国（ポルトガル王国、カスティーリャ王国、アラゴン王国など）がレコンキスタを強力に推し進め、ムハンマド1世の時代の13世紀にはすでにイスラーム教圏を圧迫するようになっていた。
1232年、ムハンマド1世は自身の出身地アルホナで当時のアンダルスの事実上の支配者だったイブン・フードに対し反乱を起こした。最終的にイブン・フードの宗主権を認めさせられたものの、アルホナとハエンを維持することができた。1236年にはイブン・フードを裏切ってカスティーリャ王フェルナンド3世と同盟し、グラナダなどアンダルス西南部の諸都市を征服していった。しかし1244年にカスティーリャと戦って敗れ、アルホナとハエンをカスティーリャに明け渡した。そこでムハンマド1世はグラナダを新たな拠点と定め、フェルナンド3世の宗主権を認めるのと引き換えに20年の和平を結んだ。
その後18年間にわたり、ムハンマド1世はカスティーリャの対ムスリムを含む戦争を支援しながら、自分の領土の支配を固めていった。1264年、ムハンマド1世はカスティーリャ内のムスリム反乱を支援してカスティーリャと決別するも失敗に終わり、さらにムハンマド1世の側でも同盟者アシュキールーラ家が反乱を起こした。これがカスティーリャ王アルフォンソ10世の手引きによるものだと知ったムハンマド1世は、カスティーリャの将軍ヌーニョ・ゴンザレス・デ・ララを説得してアルフォンソ10世への反乱を起こさせた。ムハンマド1世は最後までカスティーリャやアシュキールーラ家と戦い続けたが、1273年に落馬事故により死去した。グラナダ王国は息子のムハンマド2世に引き継がれた。
ムハンマド1世が創設したグラナダ王国とナスル朝は、2世紀にわたり存続してイベリア半島最後のイスラーム国となり、最終的に1492年にカスティーリャに併合された。ムハンマド1世がグラナダに建設したアルハンブラ宮殿は、彼の後継者たちにより増築や要塞化が進められながらグラナダのアミールの居住地として発展し続け、現代に伝えられるグラナダ王国の文化技術の粋となった。

## 出自と前半生

ムハンマド1世の時代のイベリア半島南部。緑色の範囲が、ムハンマド1世が建国したグラナダ王国。

ムハンマド・イブン・ユースフは1195年、グアダルキビール川の南岸で当時ムスリム勢力の最前線に位置していた小さな町アルホナ（現ハエン県）に生まれた。彼は低い身分の出自で、カスティーリャの第一総合年代記によれば、彼は「雄牛と犂を追いかける以外の何の仕事も」持っていなかった。後に彼の一族はバヌー・ナスルあるいはバヌー・アル＝アフマルとして知られることになる。後のグラナダの歴史家・大臣イブン・アル＝ハティーブによれば、彼の一族は預言者ムハンマドのサハーバの一人でハズラジ族出身のサアド・イブン・ウバダーの子孫であるという。サアドの子孫はイベリア半島に移住し、アルホナで農民になったという。若いころのムハンマド・イブン・ユースフは、国境地帯で指導力を発揮し活躍するとともに、その禁欲主義ぶりもよく知られていた。彼は統治者となったのちも禁欲生活を維持している。
ムハンマド1世はイブン・アル＝アフマル、あるいは彼のクンヤからアブー・アブドゥッラーという名でも知られている。

## 家族
ムハンマド1世はおそらく1230年以前、まだアルホナにいた頃に、父方の従姉妹アイーシャ・ビント・ムハンマドと結婚した(ビント・アンム婚)。長男ファラージュ (1230/1年 - 1256年)は若くして亡くなり、ムハンマド1世が相当悲嘆にくれたことが記録されている。他の子には、同じくムハンマド1世の生前に死去したユースフ（生年不詳）やムハンマド（後のムハンマド2世、1235/6年 - 1302年）、それにMu'minaとシャムスという2人の娘がいた。またムハンマド1世の兄弟イスマーイール（1257年没）は、ムハンマド1世によりマラガの総督に任じられている。後のナスル朝のスルタンのうち、イスマーイール1世から始まる系統はこのムハンマド1世の弟の子孫である。

## イベリア半島の情勢

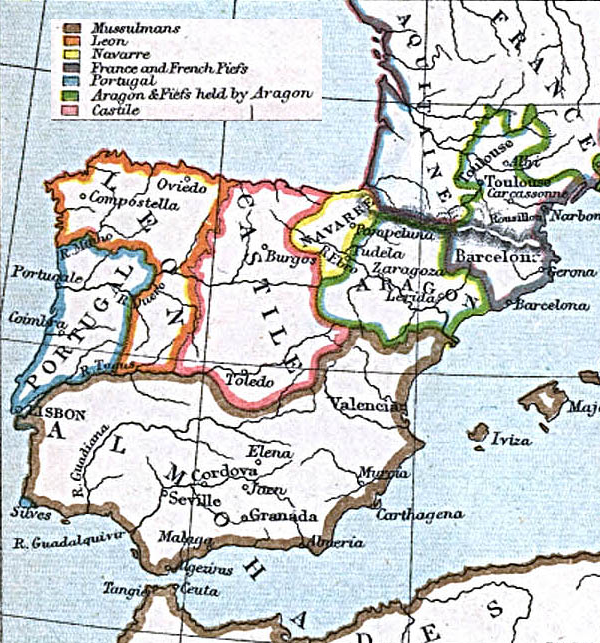
1210年のイベリア半島。この後ムワッヒド朝（茶色）が崩壊し、キリスト教諸国がムスリムの領土を大幅に征服することになる。

13世紀初頭は、イベリア半島においてムスリムの勢力が大きく後退する時代となった。アンダルス、すなわち半島南部のムスリム勢力圏は全域が北アフリカのムワッヒド朝に支配されていたが、1224年にカリフのユースフ2世が後継者を残さず死去したことで内乱が起き、分裂を起こした。この結果、アンダルスはターイファと呼ばれる小君主あるいは小王国が割拠する状況に陥った。代表的なターイファの一人ムハンマド・イブン・ユースフ・イブン・フード （1238年没）はムワッヒド朝に反乱を起こし、名目上アッバース朝を宗主と宣言しつつムルシアに独立勢力を築いた（ムルシア王国）。勢力を拡大したイブン・フードは事実上アンダルスの指導者となり、ムハンマド（1世）も一時は彼の傘下に入った。アンダルスでの地位を確立し人気もあったイブン・フードだったが、1230年のアランヘの戦い、1231年のヘレスの戦いと立て続けにキリスト教徒に敗れ、バダホスとエストレマドゥーラを失った。
イベリア半島北部には、いくつかのキリスト教王国が割拠していた。すなわちカスティーリャ、レオン (1231年以降はカスティーリャと連合)、ポルトガル、ナバラ、そしてアラゴン連合王国である。これらキリスト教諸国は、それまでムスリムが支配していた南方へと領土を拡大していった。レコンキスタという通称で知られるこの領土拡張により、キリスト教諸国は領内にかなりの数のムスリムを抱え込むことになった。13世紀半ばまでに、カスティーリャ王国はイベリア半島最大の国家へと成長していた。カスティーリャ王フェルナンド3世 (r. 1217年–1252年) はレオン王国を手に入れ、またムスリムの不統一につけこんで南方遠征をおこない、1236年にコルドバ、1248年にセビリアを征服した。

## 台頭
キリスト教徒に対し敗北を続けたイブン・フードの威信は失墜し、彼の支配下で次々と反乱が起きた。その中には、小さな町アルホナのムハンマド（1世）もいた。1232年7月16日、アルホナのモスクで開かれた集会で、アルホナの独立が宣言された。この日はヒジュラ暦では629年ラマダーン26日で、この聖月の最後の金曜礼拝の日であった。この集会で、信心深くキリスト教徒との戦闘でも戦功を挙げていたムハンマドが街の指導者に選ばれた。彼は自身のナスル家の他、同盟関係にあるアシュキルラ家からも支援されていた。
同年のうちに、ムハンマドはアルホナに近い重要都市ハエンを奪取した。イブン・フードのライバルであるアル＝マウル家の支援も受け、ムハンマドはかつてのカリフの座所コルドバまでも一時期占拠するに至った。また1234年にはバッジ家の助けをえてセビリアも占領したが、ここは1か月しかもたなかった。コルドバもセビリアもムハンマドの統治姿勢に不満で、征服されてまもなくイブン・フードの元に帰参したのである。挫折したムハンマドは、イブン・フードに再び忠節を誓い、アルホナ、ハエン、ポルクナ、グアディクス、バエサを含む小領を治めることになった。
1236年、ムハンマドは再びイブン・フードに対し反旗を翻した。ムハンマドはカスティーリャのフェルナンド3世と手を組み、カスティーリャによるコルドバ征服を支援した。これがムスリムによるコルドバ統治の最後となった。翌年、ムハンマドは半島南部の重要地域を手中に収めていった。1237年5月 (ヒジュラ暦634年ラマダーン)にはグラナダを市内の名士の手引きにより征服し、ここを首都に定めた。1238年にはアルメリア、1239年にはマラガを征服した。ムハンマドはこうした都市を軍事力によらず、政治工作や住民の支持によって手に入れていった。

## グラナダの支配者

### グラナダに定着

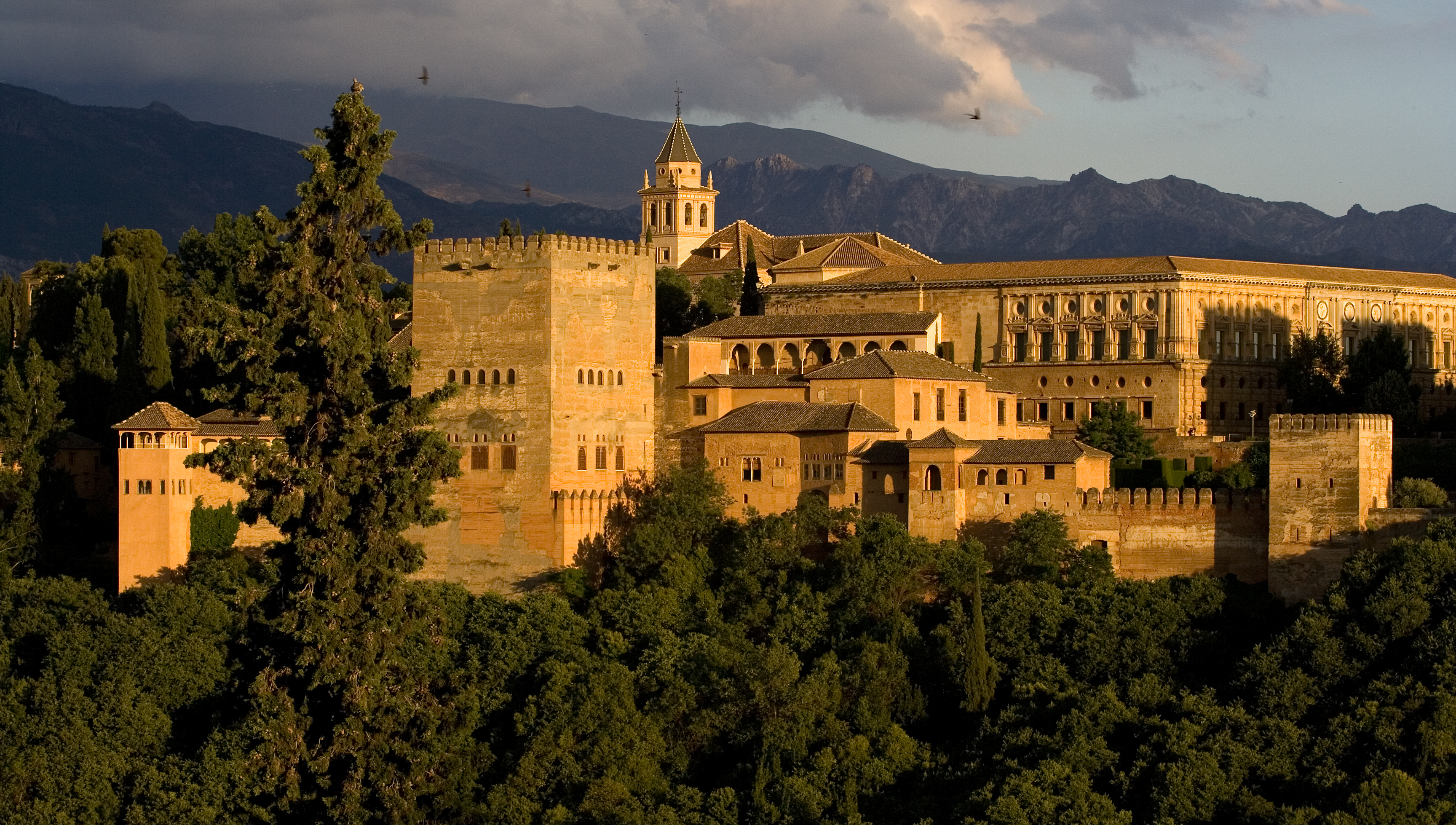
グラナダに落ち着いたムハンマド1世は、アルハンブラ宮殿の建設に着手した。

1238年5月（ヒジュラ暦635年ラマダーン）、ムハンマド1世はグラナダに入った。イブン・アル＝ハティーブによれば、この時のムハンマド1世は無地の毛織帽、粗末な服とサンダルというスーフィーのような装いをしていた。彼は11世紀にズィーリー朝が建設したアルカサバ（城）に居を定めた。そして当時小さな要塞があったアル＝ハムラーという地域を調査し、ここに将来の宮殿兼要塞の基礎を築き始めた。間もなく、防衛施設や灌漑用のダム、溝渠が整備された。この建設作業は彼の後継者たちに引き継がれ、アルハンブラ宮殿の名で知られる複合施設となり、1492年のグラナダ降伏まで代々のナスル朝スルタンの邸宅となった。ムハンマド1世は建設費捻出のため徴税吏たちに十分な税を集めてくるよう圧力をかけ、見せしめにアルメリアの徴税吏アブー・ムハンマド・イブン・アルスを処刑するなどした。またムハンマド1世は、チュニスのハフス朝から対キリスト教徒防衛のために送られてきた資金を、街のモスク拡張に流用した。

### カスティーリャ王国との前哨戦

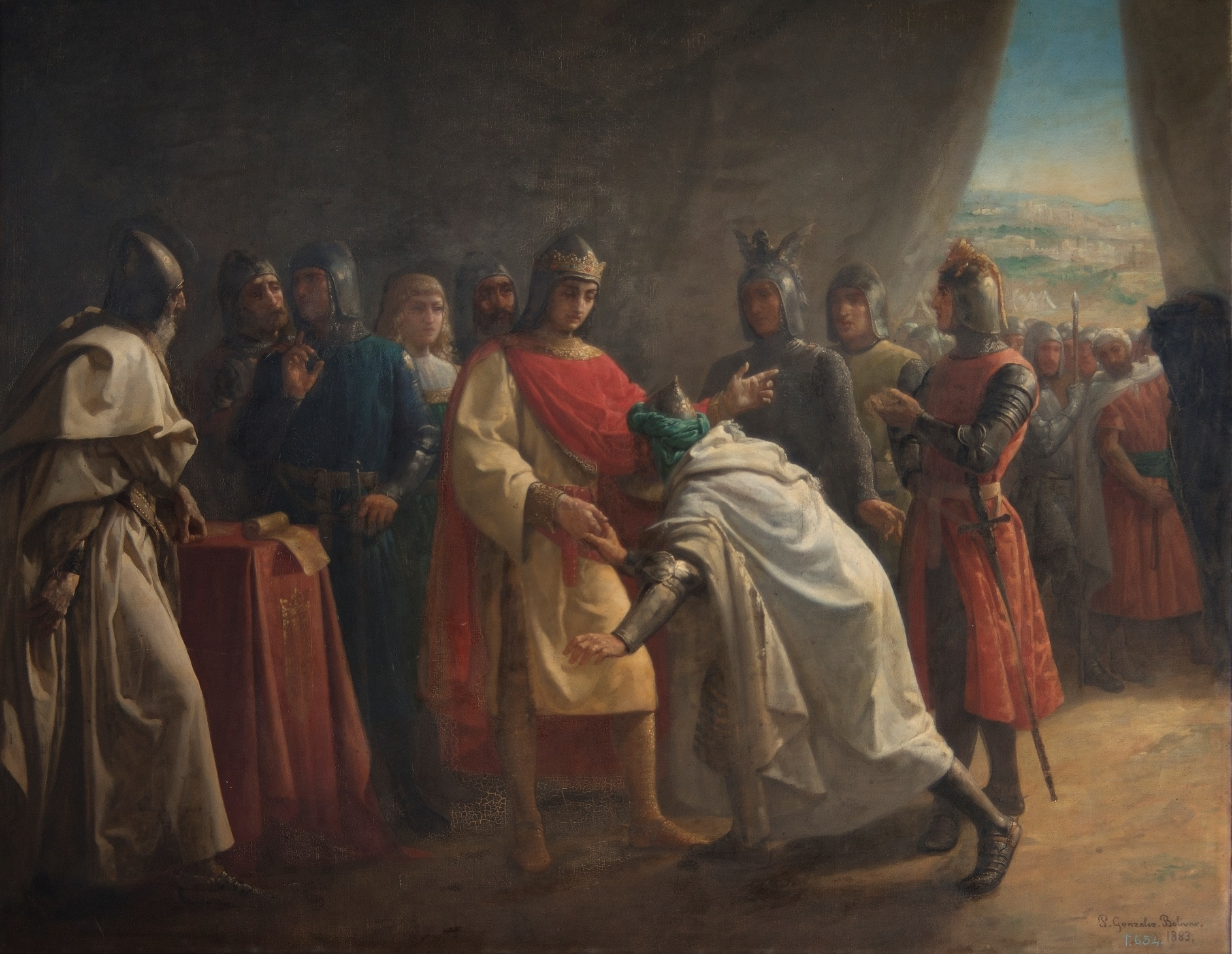
フェルナンド3世の手に接吻し、ハエン放棄と従属を誓うムハンマド1世（1883年、ペドロ・ゴンザレス・ボリバル画）

1230年代末には、ムハンマド1世はイベリア半島のムスリムで最大の勢力を誇るようになっていた。彼はグラナダ、アルメリア、マラガ、ハエンといった南部の主だった都市を支配下に収めていた。1240年代前半、ムハンマド1世はかつての同盟相手カスティーリャと戦争状態に入った。キリスト教徒側の第一総合年代記はムスリム側の襲撃を理由に挙げ、ムスリム側の歴史家イブン・ハルドゥーンはキリスト教徒のムスリム領土侵略を理由としている。1242年、ムスリム勢力はハエンに近いアンドゥハルとマルトスを襲撃し、成功した。1244年、カスティーリャはムハンマド1世の故郷であるアルホナを包囲し、占領した。
1245年、カスティーリャ王フェルナンド3世はハエンを包囲した。守りの堅いハエンに対し、フェルナンド3世は強襲でリスクを冒すことを避け、他のムスリム地域との連絡を絶ち兵糧攻めにした。ムハンマド1世はこの重要都市へ補給物資を運び込もうとしたが、包囲軍に阻まれた。ハエン防衛あるいは救出が難しいと判断したムハンマド1世は、フェルナンド3世と和平を結ぶことにした。引き換えにムハンマド1世はハエンを割譲し、毎年15万マラベディをフェルナンド3世に貢納することになった。この貢納金は、フェルナンド3世にとって最大の収入源となった。この和平が結ばれたのはハエン防衛戦が始まって7か月後の1246年3月のことである。合意の証として、ムハンマド1世はフェルナンド3世の手に接吻して、服従および「助言と援助」を行うことを誓った。カスティーリャ側の文献ではこれを臣従儀礼として強調し、キリスト教の封建制の感覚でムハンマド1世とその後継者たちをカスティーリャの封臣とみなす向きがある。それに対しムスリム側の文献は主従関係にかかわる言及を避け、恩義による対等な関係という枠組みでとらえる傾向がある。和平締結後、カスティーリャ人がハエンに入城し、ムスリム住民を追放した。

### 和平期
ムハンマド1世とカスティーリャの間の和平協定は20年近くにわたって守られた。1248年、ムハンマド1世は協定履行のため、カスティーリャによるムスリム支配下のセビリア征服の際に援軍を派遣している。1252年、フェルナンド3世が死去し、アルフォンソ10世がカスティーリャを継いだ後も平和が続いた。1254年、ムハンマド1世はアルフォンソ10世の臣として、トレドの宮廷で開かれたコルテス（国会）に出席し、改めてカスティーリャ王への臣従と貢納金支払いを誓うとともに、アルフォンソ10世の幼娘ベレンゲラにも臣従礼をとった。アルフォンソ10世はさらなる領土拡張に関心を示し、北アフリカにたびたび侵攻したが失敗した。その中で彼は、グラナダとの抗争は後回しにした。ムハンマド1世は毎年アルフォンソ10世のセビリア宮廷で彼と直接面会し、貢納金を納めた。ムハンマド1世もこの平和を利用して、自身の王国を強固なものとしていった。グラナダは領土こそ小さいものの、比較的豊かで人口の多い国となった。産業は農業が中心で、特に養蚕と乾燥果実の生産が盛んとなり、それらの産物はイタリアや北アフリカに輸出された。イスラム文学や芸術、建築も繁栄をつづけた。カスティーリャ領との間に横たわる山脈と砂漠は自然の防壁となったが、西側の港湾諸都市や北西からグラナダに至る街道はあまり守りに向いていなかった。
ムハンマド1世は自身に忠実な人物を城や都市に配置した。例えば兄弟のイスマーイールは、1257年に死去するまでマラガ総督を務めた。彼の死後、ムハンマド1世は甥のアブー・ムハンマド・イブン・アシュキルラを後任に据えた。

### カスティーリャとの決裂
1260年代前半、グラナダとカスティーリャの間の平和は、カスティーリャ側の様々な敵対行動により破られることとなった。アルフォンソ10世は北アフリカに対する十字軍の一環として、グラナダ領に近いカディスやエル・プエルト・デ・サンタ・マリアに軍勢を配置した。1261年にはグラナダとの国境に近いヘレス・デ・ラ・フロンテーラをムスリム勢力から奪い、守備隊を置いた。1262年、カスティーリャはムスリムのニエブラ王国を滅ぼした。この年の5月、ハエンでムハンマド1世と面会したアルフォンソ10世は、ムハンマド1世の支配する港湾都市タリファとアルヘシラスの割譲を要求してきた。戦略的に重要な港を求められるのはムハンマド1世にとっても憂慮すべき事態であり、彼は口では同意したものの、時間稼ぎをして割譲を遅らせた。さらに1263年、カスティーリャはエシハからムスリム住民を追放し、キリスト教徒を移住させてくるという行動に出た。
こうしたカスティーリャの動向から、ムハンマド1世は自分がアルフォンソ10世の次の標的になるのではないかと懸念した。そこで彼はモロッコのマリーン朝のスルタンであるアブー・ユースフ・ヤアクーブに援助を求め、グラナダに300人から3000人（文献によって異なる）の援軍がやってきた。1264年、ムハンマド1世は500人の騎士を率いてセビリアのカスティーリャ宮廷に赴き、1246年の休戦協定の延長を求めた。アルフォンソ10世は彼らを市のモスクに隣接するかつてのアッバード朝の宮殿に案内した。夜中、カスティーリャ人がこの建物に鍵をかけ、周辺をバリケードで封鎖した。ムハンマド1世はこれを罠だと考え、封鎖を強行突破してグラナダに帰った。アルフォンソ10世はキリスト教徒の泥棒からムハンマド1世らを守るための措置だったと主張したが、ムハンマド1世の怒りはおさまらず、国境地帯の都市に戦争の準備を命じた。そしてムハンマド1世はハフス朝のスルタンであるムハンマド1世アル＝ムスタンスィルへの従属を宣言した。

### ムデハルの反乱

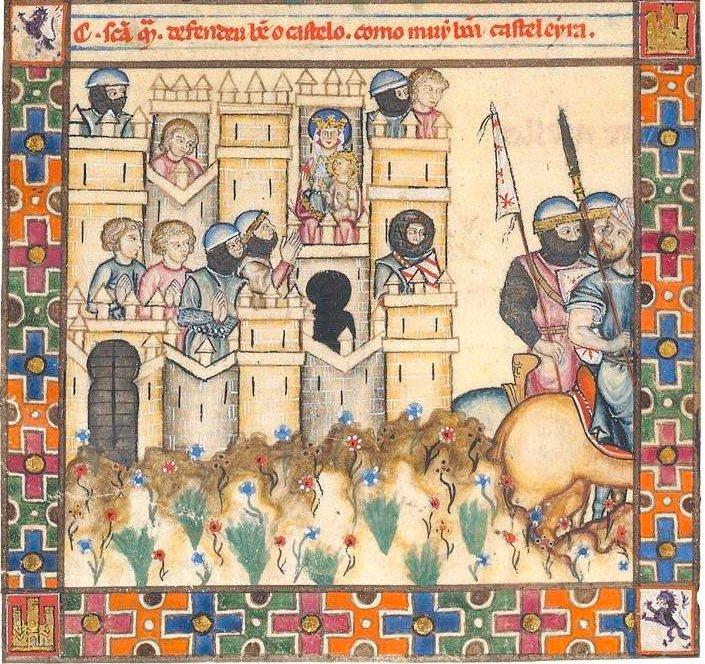
ムデハルの反乱 (1264年-1266年)中、キリスト教徒の城を攻めるムスリム軍

1264年4月後半もしくは5月前半、グラナダとカスティーリャの和平は破棄された。ムハンマド1世がカスティーリャ領を攻撃すると同時に、カスティーリャが最近征服したばかりの土地のムスリム（ムデハル）が反乱を起こした。これはアルフォンソ10世の強制移住政策に対する憤りや、ムハンマド1世による扇動などによるものだった。戦争序盤でムスリム勢力はムルシア、ヘレス、ウトレラ、レブリハ、アルコス、メディナ＝シドニアを制圧した。しかしアラゴン王ハイメ1世とアルフォンソ10世の反撃によりこれらはすぐに奪回され、1265年には逆にアルフォンソ10世がグラナダ領へ侵攻した。ムハンマド1世は和平に応じ、後ろ盾を失ったムデハルの反乱軍は蹂躙された。この結果、アンダルシアのムスリムが大量追放を受け、キリスト教徒にとって代わられた。
この敗北は、グラナダにとって込み入った結果をもたらした。軍事的な敗北は明らかであり、アルカラ・デ・ベンザイデで結ばれた条約により、グラナダは反乱前を大きく上回る25万マラベディを毎年カスティーリャに納めることになった。一方でこの条約はグラナダの生き残りを保証するものとなり、イベリア半島で唯一の独立ムスリム国家として重要性が高まることになった。カスティーリャ領から追われたムスリムがグラナダに移住してきたので、グラナダ王国の人口は急激に増加した。

### アシュキルラ家との抗争
アシュキルラ家（バヌー・アシュキルラ）は、ナスル家と並ぶアルホナ出身の一族であった。彼らはナスル家、ナスル朝が台頭する時期においては最も重要な同盟者であった。1232年にムハンマドがアルホナの指導者に任じられた時から始まり、セビリアやグラナダの征服の際にも活躍した。両家は婚姻関係も結び、ムハンマド1世はアシュキルラ家の者を領内の総督に任じるなど重用していた。この頃のアシュキルラ家は、ムハンマド1世の甥のアブー・ムハンマド・イブン・アシュキルラが総督を務めるマラガを拠点としていた。アシュキルラ家の軍事力は、グラナダ王国を支える重要な戦力でもあった。
しかしグラナダがムデハルの反乱に介入してカスティーリャと戦争している最中の1266年、アシュキルラ家はムハンマド1世に対し反乱を起こした。反乱初期の史料は乏しく、ナスル家とアシュキルラ家の間に亀裂が生まれた原因について後の歴史家たちの説は一致を見ていない。ヒスパノ・イスラーム史の教授ラシェル・アリエは、反乱の一因として、1257年にムハンマド1世が息子のムハンマドとユースフを後継者として指名したこと、また1266年に孫娘の一人ファーティマをアシュキルラ家ではなくナスル家の従兄弟に嫁がせたことが関わっていると考えている。アリエは、こうした出来事はムハンマド1世がアシュキルラ家と権力を分け合おうというかつての約束を反故にしたとみなされ、またこれらのムハンマド1世の決断もナスル家の内輪だけで決められたものであったと述べている。一方で、同じくイスラーム期のスペイン史家マリア・ヘスス・ルビエラ・マタは、アリエの説明を却下している。彼女によれば、アシュキルラ家はムデハルの反乱中の1264年にムハンマド1世が北アフリカの戦力を呼び寄せようとしたことを憂慮していたという。というのも、グラナダ内に強力な軍事力を持った勢力が現れることで、アシュキルラ家の立場が脅かされる可能性があったからである、としている。
ムハンマド1世はマラガを包囲したものの、大きな軍事力を持つアシュキルラ家を打倒することはできなかった。アルフォンソ10世はムハンマド1世の力が崩れていくのを喜び、アシュキルラ家から支援を求められると承諾した。アルフォンソ10世はヌーニョ・ゴンザレス・デ・ララ率いる1000人の兵を派遣してきたので、ムハンマド1世はマラガ包囲を中断せざるを得なくなった。多方面に戦線を抱える危機を脱するためにムハンマド1世が選んだのが、アルフォンソ10世との和平という決断だった。上述のアルカラ・デ・ベンザイデの和約で、ムハンマド1世はヘレスとムルシアの領土要求（ムハンマド1世の支配下にはなかった）を取り下げ、25万マラベディを毎年支払うことになった。それと引き換えに、アルフォンソ10世はアシュキルラ家との同盟を破棄し、ムハンマド1世のアシュキルラ家に対する支配権を認めた。
ただアルフォンソ10世は最後の点について気乗りしておらず、すぐにアシュキルラ家に対し敵対行動を起こそうとしなかった。そこでムハンマド1世はカスティーリャ軍の司令官ヌーニョ・ゴンザレスを説得し、アルフォンソ10世に対し反乱を起こすようそそのかした。元より王に不満を抱いていたヌーニョ・ゴンザレスは同意し、1272年に仲間の貴族たちと共に反カスティーリャ反乱を起こした。ムハンマド1世は自らに向けられていたヌーニョ・ゴンザレス軍をカスティーリャから奪い、対アシュキルラ家戦争のための同盟勢力まで手に入れたことになる。モロッコからきたAl-Tahurtiの仲介の元、アシュキルラ家は和平交渉に応じた。しかしこの交渉が実を結ぶ前の1273年1月22日(ヒジュラ暦671年ジュマーダー・アル＝サーニー29日)に落馬事故で死去した。グラナダに近い街へ小規模な遠征に出ている最中のことであった。ムハンマド1世はアルハンブラ宮殿の東方にあるサビカの丘の墓地に葬られた。墓石に刻まれた墓碑銘は、イブン・アル＝ハティーブら後の歴史家たちが記録に残している。その後、ムハンマド1世の計画の通り、息子ムハンマド2世が跡を継いだ。同年の後半、ムハンマド2世とアルフォンソ10世は短期間の交渉の末、グラナダとカスティーリャ、アシュキルラ家の間の和平条約を結んだ。

## 死後の継承
1273年に死去した時点で、ムハンマド1世は既に息子ムハンマド2世への継承を確実なものとしていた。ムハンマド2世はアル＝ファキーフ（立法者）という通称でも知られている。ムハンマド1世は死の床で、キリスト教諸国と対抗するためマリーン朝に庇護を求めるよう息子に遺言した。ムハンマド2世はこの時既に38歳で、政治や軍事の経験も積んでいた。彼はムハンマド1世の政治を受け継ぎ、1302年に死去するまでグラナダ王国を治めた。

## 後世への影響

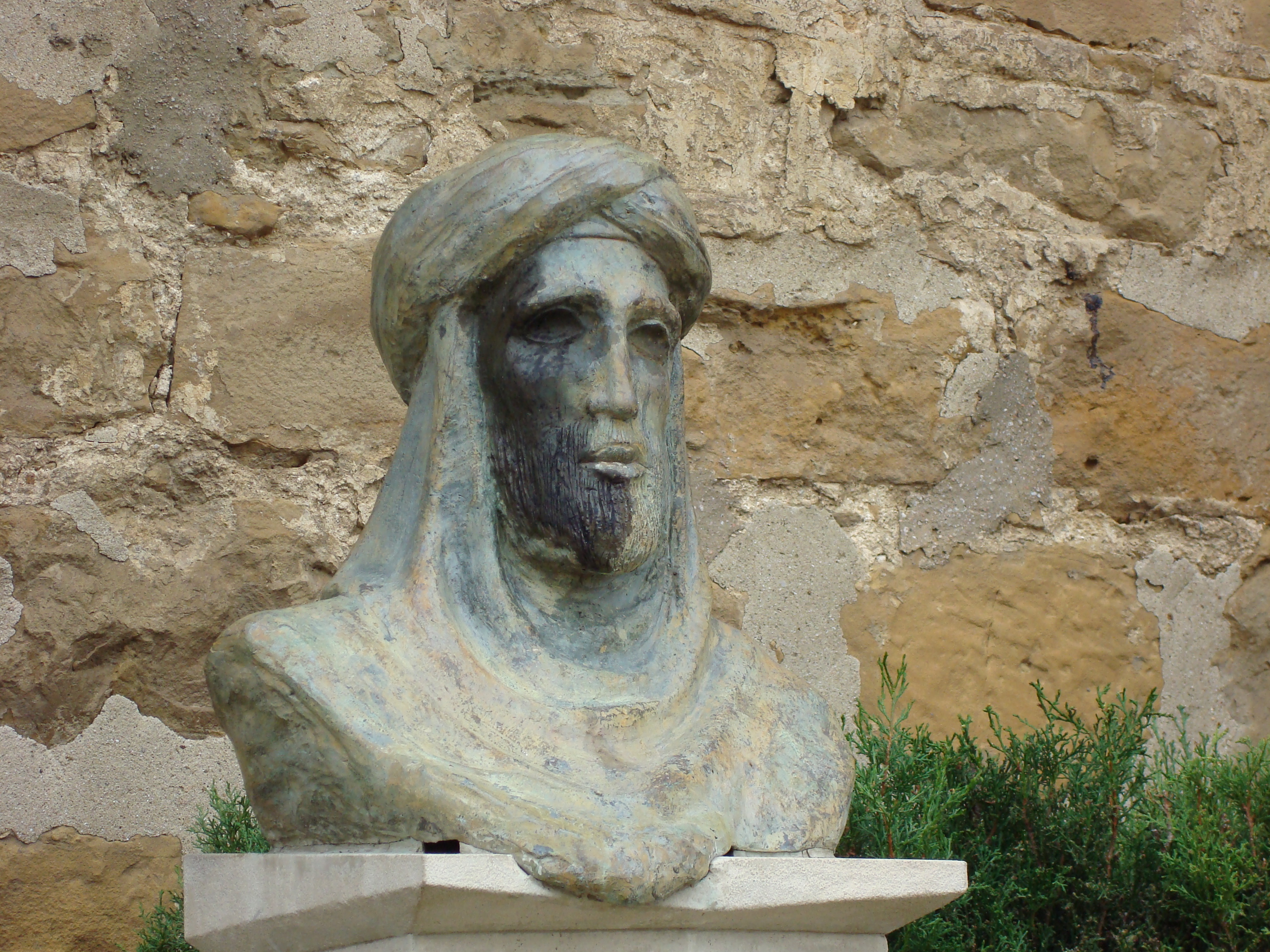
出生地アルホナにあるムハンマド1世の胸像

ムハンマド1世の最大の功績は、ナスル朝によるグラナダ王国の建国である。彼の没時、グラナダ王国はイベリア半島に唯一残るムスリム独立国であり、1492年の滅亡に至るまで2世紀以上にわたり存続することになる。その国土は西はタリファから東はアルメリアまで240マイル (390 km)、南は地中海から北の国境まで60 - 70マイル (97 - 113 km)に及んだ。
ムハンマド1世が生きた時代、アンダルスのムスリムは厳しい衰退の時代を過ごしていた。彼らはコルドバやセビリア、そしてムハンマド1世の故郷アルホナを含むグアダルキビール川流域からの撤退を強いられた。スペイン史教授L・P・ハーヴェイによれば、ムハンマド1世は「災難から・・・半島のイスラームにとって比較的安全な避難場所を・・・うまくかすめ取った」。ムハンマド1世の治世については、セビリアやハエンの陥落に代表される「非英雄的」な部分と、用心深く巧みにグラナダを生き残らせた政治手腕という功罪相半ばする評価がなされている。彼はグラナダの独立を守るためには、キリスト教徒のカスティーリャとの和解や従属、あるいはキリスト教徒とムスリムの間で同盟関係を取り換えるのも厭わなかった。Eイスラーム百科事典では、ムハンマド1世の治世には「目覚ましい勝利」はなかったものの、グラナダに確固たる政権を築きあげ、アルハンブラ宮殿、すなわち「ナスル朝の永続的な記念碑」の建設を始めたというコメントが付けられている。現在アルハンブラ宮殿はUNESCOの世界遺産に登録されている。
グラナダ統治をはじめてしばらくたつまでは、ムハンマド1世は典型的なイスラーム神秘主義者のような、禁欲的な宗教者を装っていた。しかし国家が安定してくるにつれて、イスラームの主流であるスンニ派の正統教義を受け入れ、マーリク学派を自国で採用した。この変化により、グラナダ王国は他のイスラーム諸国と肩を並べ、後代へ安定して継承を続けることができた。